# PAL

Các quốc gia hiện tại đang sử dụng công nghệ NTSC (xanh lá), SECAM (cam) và PAL (xanh dương)

PAL (tiếng Anh: Phase Alternating Line, tức đảo pha theo từng dòng) là một trong ba hệ tiêu chuẩn mã hóa truyền hình màu tương tự phổ biến trên thế giới, hai hệ còn lại là NTSC và SECAM.  Ở hầu hết các quốc gia phát sóng hệ này thì truyền hình được phát sóng độ phân giải 625 dòng, 50 trường quét (25 khung hình) trên giây, có liên kết đến các hệ truyền hình CCIR B, D, G, H, I hay K.
Hệ truyền hình PAL thuộc loại hiển thị tổng hợp (composite video) và sử dụng các đầu cắm tổng hợp (như các đầu cắm RCA) vì thành phần màu (chroma) và thành phần độ sáng (luma) được truyền tải cùng một đường tín hiệu.  
Một tiêu chuẩn sau này tên PALplus đã bổ sung hỗ trợ cho các tivi màn hình rộng đầy đủ, không mất mát độ phân giải bề ngang nhưng vẫn giữ nguyên tương thích tới các bộ thiết bị hiện được sử dụng. Hầu hết các quốc gia dùng PAL đã và đang trong quá trình chuyển đổi sang các hệ truyền hình số khác nhau như DVB, DTMB hoặc ISDB. 
Ngoài ra, thuật ngữ PAL còn được sử dụng ngoài ngữ cảnh là hệ tiêu chuẩn truyền hình, nhất là liên quan đến các máy chơi game, thường cùng với NTSC.

## Khu vực địa lý
Hầu hết các quốc gia châu Âu (trừ Pháp, Belarus với Nga sử dụng hệ SECAM), một số nước ở châu Phi (các nước Francophone châu Phi sử dụng SECAM), châu Mỹ (Argentina, Brazil, Paraguay, Uruguay), hầu hết các nước châu Á-Thái Bình Dương (trừ các quốc gia dùng hệ NTSC như Philippines, Nhật Bản, Hàn Quốc, Đài Loan hay Myanmar) và Nam Á, Trung Đông sử dụng hệ truyền hình PAL.
Trong ngữ cảnh của băng hình cho thuê và sau này là máy chơi game tại gia, PAL có thể được sử dụng để gọi tên một số định dạng kĩ thuật số. Ví dụ video 576i mã hóa màu theo thành phần YPbPr, có khả năng tương thích ngược với các thiết bị hệ PAL cũ, có thể được gọi là video hệ PAL (như PAL DVD). Các hệ sử dụng tần số quét 50Hz hay 50 khung hình trên giây cũng được gọi là PAL, trái ngược với 60Hz hay 60 khung hình trên giây của hệ NTSC. Không nên nhầm lẫn những cách gọi này với với cách gọi gốc vốn chỉ tiêu chuẩn truyền hình analog.

## Lịch sử
Năm 1962 giáo sư tiến sĩ người Đức-Walter Bruch và các đồng sự của ông ở hãng TELEFUNKEN (Đức) nêu các khuyết điểm của hệ NTSC và đề nghị một hệ cải tiến PAL. Năm 1966 hệ PAL được chính thức phát sóng trên kênh CCIR (5,5MHz) ở Tây Đức.